# Vol SA Airlink 8911
Le 24 septembre 2009, un British Aerospace Jetstream 41 effectuant le vol SA Airlink 8911, un vol de convoyage (sans passagers à bord), reliant l'aéroport international de Durban à l'aérodrome de Pietermaritzburg, en Afrique du Sud, s'est écrasé sur le terrain de l'école secondaire Merebank, près de Durban, peu après son décollage, blessant les trois membres d'équipage, les seules personnes présentes à bord, ainsi qu'une personne au sol. Le commandant de bord est finalement décédé, des suites de ses blessures.

## Vol
Le vol 8911 était un vol de remise en service (vol de convoyage) entre Durban à Pietermaritzburg, sans passagers. Les trois membres de l'équipage étaient le commandant de bord Allister Freeman, la copilote Sonja Bierman et un agent de bord dans la cabine. 
Le commandant Freeman avait déjà été impliqué dans un accident, lors duquel le Britten-Norman BN-2 Islander qu'il pilotait avait connu une panne moteur en vol et s'était écrasé dans une maison à Durban. Les six personnes à bord ont toutes survécu.
L'appareil, un bi-turbopropulseur de type British Aerospace Jetstream 41 immatriculé ZS-NRM, n'avait effectué que 50 heures de vol depuis son dernier vol. Il avait été détourné de Pietermaritzburg vers Durban, la veille au soir, en raison des mauvaises conditions météo.

## Accident
L'équipage a reçu l'autorisation pour le décollage à 07h56. Peu de temps après le décollage, l'équipage a signalé une perte de puissance sur le moteur n°2 (côté droit) et de la fumée à l'arrière de l'avion et a déclaré une urgence. 
Des témoins ont rapporté que l'avion volait à une altitude inhabituellement basse et que le pilote tentait d'atterrir sur un terrain de sport entourant l'école secondaire Merebank, à environ 400 mètres du seuil de la piste 24 de l'aéroport international de Durban. L'école était fermée le jour de l'accident parce que c'était la Journée du patrimoine, un jour férié. 
Les pilotes ont fait se poser l'avion sur le terrain de sport, évitant de heurter les propriétés résidentielles voisines; l'avion s'est brisé en trois morceaux à l'impact mais il n'y a pas eu d'incendie.

## Opérations de secours
Les secouristes sont arrivés sur les lieux peu après l'accident et ont extrait les trois membres d'équipage de l'épave, à l'aide d'outils de sauvetage hydrauliques. Le commandant de bord a été héliporté à l'hôpital St. Augustine à 11h00 heure locale (09h00 UTC ) dans un état critique ; la copilote et l'hôtesse de l'air, grièvement blessés, ont été emmenés dans d'autres hôpitaux à proximité. Un balayeur de rue se trouvant dans le périmètre de l'école a été grièvement blessé lors du crash, et a dû également être transporté à l'hôpital. Le commandant de bord est décédé des suites de ses blessures, le 7 octobre 2009.

## Enquête
Des enquêteurs de la CAA ont été dépêchés sur les lieux de l'accident; ils ont mené une enquête sur place pour déterminer la cause possible de l'accident. L'enregistreur de paramètres et l'enregistreur phonique ont été récupérés et utilisés dans l'enquête. British Aerospace, le constructeur de l'avion, a dépêché une équipe d'experts techniques pour aider à l'enquête.
L'enquête a conclu que la cause principale de l'accident du vol 8911 est une panne moteur peu après le décollage, suivie d'une réponse inappropriée de l'équipage, entraînant la perte de contrôle directionnel de l'appareil, l'identification erronée du moteur en panne et l'arrêt subséquent du moteur restant en état de marche.
Les enquêteurs ont pu identifier, comme facteurs contributifs à cet accident, le détachement du bord de la plaque d'étanchéité de la turbine du moteur n°2; des défaillances, de la part du commandant de bord et du copilote, concernant la mise en œuvre les procédures de gestion des ressources de l'équipage telles que prescrites dans le manuel de formation de la compagnie; et le non-respect par l'équipage des procédures correctes à la suite d'une panne moteur après décollage, telles que prescrites dans le manuel de vol de l'avion.